# Клочко Вікторія Олександрівна
Вікторія Олександрівна Клочко (нар. 2 вересня 1992) — українська легкоатлетка, що спеціалізується на метанні диска.

## Життєпис
Перший успіх на міжнародних змаганнях — 7-ме місце на Чемпіонаті світу з легкої атлетики серед юніорів 2009, 1-ше місце на Літньому Олімпійському Молодіжному Фестивалі Європи 2009 і на гімназіаді. У 2011 здобула бронзову медаль на Чемпіонаті світу з легкої атлетики серед юніорів 2011 у Таллінні.
На Чемпіонаті України з легкої атлетики 2017 змагалася у метанні диска (2-ге місце) і штовханні ядра (1-ше місце).
Особистий рекорд — 58,01 м (3 липня 2015, Умань)

## Нагороди
| Рік  | Змагання                                        | Країна           | Місце      | Результат |
| ---- | ----------------------------------------------- | ---------------- | ---------- | --------- |
| 2009 | Чемпіонат світу з легкої атлетики серед юніорів | Південний Тіроль | 7-ме місце | 48,18     |
| 2009 | Літній Олімпійський Молодіжний Фестиваль Європи | Тампере          | 1-ше місце | 48,32     |
| 2009 | Гімназіада                                      | Доха             | 1-ше місце | 51,79     |
| 2011 | Чемпіонат світу з легкої атлетики серед юніорів | Таллінн          | 3-те місце | 54,03     |
| 2016 | Зимовий Кубок Європи з метань                   | Арад             | 4-те місце | 53,63     |